# Stazione di Seveso-Baruccana
La stazione di Seveso-Baruccana è una fermata ferroviaria gestita da Ferrovienord e posta sulla linea Saronno-Seregno, a servizio della località di Baruccana del comune di Seveso.

## Storia
La stazione è stata aperta all'esercizio il 9 dicembre 2012, in occasione dell'attivazione della linea S9 da Seregno a Saronno.
L'impianto è stato posto a circa cinquecento metri a ovest del suo predecessore dismesso dal 1958, anno di chiusura della linea Seregno-Saronno al servizio viaggiatori.

## Strutture e impianti
In quanto fermata ferroviaria in piena linea, il piazzale è dotato di un unico binario, quello di corsa della ferrovia Novara-Seregno.
Ad agosto 2019 risulta noto il progetto per la realizzazione di un binario di incrocio, con annessa banchina ed opere accessorie, i cui lavori - per un costo previsto di circa 6 milioni di euro a carico della Regione Lombardia - inizieranno dopo novembre 2020, con consegna prevista nel 2022. A marzo 2022, i lavori non sono ancora stati iniziati.

## Movimento
La fermata è servita dalla linea S9 del servizio ferroviario suburbano di Milano, con cadenzamento semiorario.